# Sete Quedas
Sete Quedas is een gemeente in de Braziliaanse deelstaat Mato Grosso do Sul. De gemeente telt 10.955 inwoners (schatting 2009).

## Aangrenzende gemeenten
De gemeente grenst aan Japorã, Paranhos en Tacuru.

### Landsgrens
En met als landsgrens aan de gemeente Corpus Christi, General Francisco Caballero Álvarez, Salto del Guairá en Villa Ygatimí in het departement Canindeyú met het buurland Paraguay.